# Грубая сила (фильм, 1947)
«Грубая сила» (англ. Brute Force) — остросюжетный кинофильм в стиле нуар режиссёра Жюля Дассена, вышедший на экраны в 1947 году.
Сценарий фильма написал Ричард Брукс, известный сценариями к таким признанным фильмам нуар, как «Убийцы», «Перекрёстный огонь» и «Ки Ларго». Режиссёр Жюль Дассен в послевоенный период прославился такими социально ориентированными фильмами нуар, как «Обнажённый город» и «Воровское шоссе», а позднее — созданными за рубежом нуарами «Ночь и город» и «Рифифи». Для Берта Ланкастера этот фильм стал второй ролью в карьере и, в частности, в стилевом направлении нуар после фильма «Убийцы». За ним последовали удачные работы в таких нуарах, как «Извините, ошиблись номером», «Крест-накрест» и «Сладкий запах успеха».
Фильм был одной из первых значимых работ суб-жанра «тюремная драма», к которому, в частности, относятся также такие картины как «Каждое утро я умираю» (1939), «Кэньон-Сити» (1948), французские фильмы «Приговорённый к смерти бежал» (1956) и «Дыра» (1960), а также более позднее картины «Хладнокровный Люк» (1967), «Мотылёк» (1973) и «Побег из Алькатраса» (1979).
Непосредственное влияние на создателей фильма оказала отчаянная жестокость во время реального сражения в тюрьме Алькатрас 2-4 мая 1946 года, когда заключённые вели безнадёжную двухдневную битву, отказываясь сдаться после неудачной попытки побега.
Фильм содержит несколько жестоких сцен, в одной из которых доносчика расплющивает механическим прессом, а в другой — подвергают избиению привязанного к стулу заключённого. Кинокритик Эдди Миллер написал, что «„Грубая сила“ в своей кульминации продемонстрировала самую душераздирающую жестокость, которую когда-либо видели в кинотеатрах».

## Сюжет
Мрачным, дождливым утром заключённые тюрьмы Вестгейт наблюдают через окно камеры, как Джо Коллинс (Берт Ланкастер) возвращается из карцера.
Начальника тюрьмы, капитана Манси (Хьюм Кронин) ненавидят как заключенные, так и персонал за его грубые и жестокие методы работы. В частности, Манси принуждает нескольких заключённых быть тайными осведомителями, одного из которых заключенные убивают, сталкивая под стальной пресс. После этого Манси решает ещё более ужесточить тюремный режим, хотя тюремный врач Уолтерс (Арт Смит) и предупреждает его, что если не проявить осторожность, тюрьма может взорваться в любой момент. Тем не менее, Манси отменяет некоторые привилегии для заключенных, включая возможность досрочного освобождения.
После ужесточения условий содержания, некоторые заключённые, включая Коллинса, который оказался в тюрьме за то, что украл деньги на лечение своей больной жены (Энн Блит), начинают думать о побеге. Когда от своего адвоката он узнаёт, что его больная раком жена отказывается делать операцию, если его не будет рядом, Коллинс решает бежать.
Коллинс уговаривает авторитетного заключённого, водителя грузовика Галлахера (Чарльз Бикфорд) принять участие в побеге, но у того хорошая работа и он рассчитывает на досрочное освобождение. Однако когда он узнаёт, что досрочного освобождения не будет, Галлахер присоединяется к Коллинсу, и они вместе начинают планировать налёт на башню, из которой ведётся управление мостом, по которому можно осуществить побег.
Сидя в камере, приятели Коллинса вспоминают о своих любимых и тех обстоятельствах, в результате которых они оказались в тюрьме. Спенсера (Джон Хойт) подставила его возлюбленная Флосси. Во время полицейской облавы в нелегальном казино в Майами Флосси под видом помощи Спенсеру взяла его пистолет, но затем, угрожая этим пистолетом, захватила все деньги казино и скрылась на его машине в неизвестном направлении. Полиция арестовала Спенсера, поскольку Флосси бесследно исчезла.
Другой заключённый, Том Листер (Уит Бисселл), чтобы продемонстрировать силу своей любви жене Коре (Элла Рейнс), подарил ей меховую шубу стоимостью 3000 долларов, которые он достал, подделав бухгалтерскую отчётность на работе. Кора осталась довольна подарком, однако её абсолютно не интересует, что Том из-за этого попал в тюрьму. Тем не менее, Том продолжает надеяться и ждать писем от Коры. Через некоторое время Тома вызывает к себе Манси и начинает на него давить, чтобы тот начал доносить на своих сокамерников. Когда Том отказывается, Манси наносит ему страшный психический удар, сообщая (ложную) новость, что Кора собирается с ним разводиться. После этого Том вешается в камере.
Когда становится известно о самоубийстве, Манси обвиняет во всем его сокамерников и наказывает их непосильной работой в дренажной системе тюрьмы. Во время работы Солдат (Ховард Дафф) рассказывает приятелям о своем роковом дне, когда он взял на себя ответственность за убийство, которое совершила его возлюбленная. После службы в армии на фронте Солдат вернулся в маленькую итальянскую деревню, чтобы возобновить отношения со своей возлюбленной Джиной (Ивонн де Карло). Отец Джины однако был против их отношений, и когда он стал угрожать донести на Солдата в военную полицию, Джина застрелила его, а Солдат принял вину на себя.
Доктор Уолтерс обвиняет Манси в том, что он пытает заключённых, это приводит Манси в ярость, и он бьёт доктора.
Заключённые намереваются устроить побег через водосточную трубу, но Манси начинает что-то подозревать. Он пытает одного из заключённых, Луи, пытаясь вырвать из него признание о готовящемся побеге. Коллинсу становится известно, что Луи пытали по наводке одного из заключённых. Коллинс устраивает проверку своим товарищам, чтобы выяснить, кто является доносчиком, и в конце концов начинает подозревать, что им является некто Фрешман (Джефф Кори). Подозрения Джо подтверждаются, когда Фрешман категорически отказывается первым войти в водосточную трубу. Получив указание от Манси стрелять на поражение в каждого, кто попытается бежать, охранники убивают Фрешмана, который первым появляется из водостока.
Когда Джо и другие совершают попытку прорыва сквозь охрану, начинается жестокий и кровавый бунт с применением огнестрельного оружия, в ходе которого Джо убивает Манси. Вскоре самого Джо тоже убивают, но, умирая, он успевает открыть тюремные ворота. Кажется, что успех беглецам обеспечен, но тут погибает Галлахер, шофёр грузовика, на котором предполагалось уехать, после чего охранники ловят или убивают остальных заключённых.

## В ролях
- Берт Ланкастер — Джо Коллинз
- Хьюм Кронин — капитан Манси
- Чарльз Бикфорд — Галлахер
- Ивонн де Карло — Джина Феррара
- Энн Блит — Рут Коллинс
- Элла Рейнс — Кора Листер
- Анита Колби — Флосси
- Сэм Левин — Луи Миллер
- Джефф Кори — Фрешман Стэк
- Джон Хойт — Спенсер
- Арт Смит — доктор Уолтерс
- Уит Бисселл — Том Листер
- Винс Барнетт — Маггси, осуждённый на кухне
- Джей С. Флиппен — Ходжес, надсмотрщик
- Говард Дафф — Роберт «Солдат» Беккер

В титрах не указаны
- Рэй Тил — Джексон, надсмотрщик
- Гленн Стрейндж — Томпкинс

## Восприятие
После выхода фильма на экраны журнал «Вэрайети» дал фильму положительный отзыв, написав: «Тщательно исследуя тюремную жизнь и тюремные методы, „Грубая сила“ предлагает эффектную смесь гангстерского мелодраматизма, социологического откровения и секса… Указанные компоненты правдоподобны и реалистичны, конечно, в известных пределах, но всегда указывают на „роковую женщину“. Таким образом, Ивонн Де Карло, Энн Блит, Элла Рейнс и Анита Колби — это те женщины „снаружи“, чьи махинации, хитрости и чары привели к тому, что их мужчины оказались „внутри“… Колючий, едкий текст Ричарда Брукса рисует широкую палитру персонажей второго плана, каждый из которых обретает своё лицо в существующей тюремной жизни. Бикфорд — это мудрый и спокойный редактор тюремной газеты, Кронин старательно отвратителен в роли самонадеянного и жестокого капитана со своей системой методов доносов и избиений».
Кинокритик «Нью-Йорк таймс» Босли Кроутер в 1947 году написал: "Не имея личных знаний о тюрьмах или заключённых, мы не знаем, действительно ли средний американский заключённый подвергается таким жестоким мучениям, как основные персонажи в «Грубой силе». Но если судить по этой тюремной мелодраме, бедные парни, которые чахнут в наших тюрьмах, подвергаются ужасному и жестокому обращению, а их тюремщики являются либо слабаками, либо зверьми… «Грубая сила» верна своему названию — вплоть до того, что в буквальном смысле берёт закон и порядок в свои руки. Мораль такова: не попадайте в тюрьму; вы столкнётесь там с отвратительным начальством. И, как грустно заметил доктор, «Никто никогда не убегает».
Позднее критик Деннис Шварц написал следующее: «Жюль Дассен („Рифифи“ и „Обнажённый город“) поставил эту мощную и нелицеприятную, но устаревшую криминальную драму в озабоченности относительно тюремных условий… Он доводит до сознания зрителя точку зрения, что тюремная система отражает состояние общества. Дассен осуждает общество за то, что оно создав жестокую и бесчувственную тюремную систему, которая не даёт никакой возможности для реабилитации, затем закрыло на это глаза».